# Rösjön (Svennevads socken, Närke)
Rösjön är en sjö i Hallsbergs kommun i Närke och ingår i Motala ströms huvudavrinningsområde. Sjön har en area på 0,0544 kvadratkilometer och ligger 158,3 meter över havet.

## Delavrinningsområde
Rösjön ingår i det delavrinningsområde (653661-147026) som SMHI kallar för Utloppet av Hjärtasjön. Medelhöjden är 134 meter över havet och ytan är 37,42 kvadratkilometer. Det finns ett avrinningsområde uppströms, och räknas det in blir den ackumulerade arean 46,3 kvadratkilometer. Lotorpsån (Haddeboån) som avvattnar avrinningsområdet har biflödesordning 2, vilket innebär att vattnet flödar genom totalt 2 vattendrag innan det når havet efter 80 kilometer. Avrinningsområdet består mestadels av skog (77 procent). Avrinningsområdet har 3,71 kvadratkilometer vattenytor vilket ger det en sjöprocent på 9,9 procent.